# 貴賤結婚
貴賤結婚（きせんけっこん、英語: morganatic marriage）は、配偶者同士の間で、所属する社会的・経済的階層ないし法的身分という観点から見た場合、大きく上下の隔たりが存在する婚姻の形態。卑賤結婚、左手結婚の呼称も散見する。特に彼らが属する社会において、一般に対等だと認められないため、夫婦の両方又は一方ないし夫婦の間に出生する子供には法的・社会的ペナルティが科せられる。
貴賤結婚が大きな問題となるのは、君主国において王位継承権者の配偶者の身分を厳しく制限する法律が存在する場合である。特に、キリスト教文明圏であるヨーロッパの君主国での結婚形態は一夫一婦制であるため、君主やその親族の身分の釣り合いのとれた対等結婚が重視されていた。しかし19・20世紀になると、ヨーロッパでは王族や貴族階級の間に恋愛結婚の概念が浸透するようになり、君主や王族が身分の低い相手を配偶者に選ぶ例が続出した。20世紀後半までに、君主国の多くで身分制度が弛緩するとともに、王族の配偶者の身分上の資格が問題になることは少なくなった。

## ヨーロッパ諸国の例
フランス・ドイツ・オーストリア・ロシアなどでは、時代にもよるが、皇族・王族と臣下との間の結婚が禁じられていたため、貴賤結婚をした皇族・王族は一般に皇位・王位継承権を失った。オーストリア＝ハンガリー帝国のフランツ・フェルディナント大公とチェコ人の女官ゾフィー・ホテクの恋愛に様々な反対があったことは有名である。最終的には、ゾフィーが皇族としての特権をすべて放棄し、また2人の間に将来生まれる子供には皇位を継がせないことを条件に、ようやく結婚を承認された。ゾフィーは公式行事でフランツとともに参加することも許されなかった。
イングランド・スコットランドにおいてはこのような規制がないため、皇族・王族と貴族（臣下）との間の結婚は許されていた。イングランド王ウィリアム1世のように、母親がなめし革職人の娘という例もある。ドイツの領邦君主でもあったハノーヴァー朝からはイギリス王室でも貴賤結婚が避けられたが、ウィンザー朝のジョージ5世が交戦国の王族との婚姻は好ましくないとして1917年に王室婚姻法を改正し、王族が王族でない自国民と結婚できるようにした。

### フランス
- ルイ14世とマントノン侯爵夫人フランソワーズ・ドービニェ
- ルイ (グラン・ドーファン)とマリー・エミリ・ド・ジョリィ・ド・ショワン
- アントワン・ノンパール・ド・コモン（ローザン公爵）とアンヌ・マリー・ルイーズ・ドルレアン
- ルイ・フィリップ1世 (オルレアン公)とモンテッソン侯爵夫人
- シャルル・フェルディナン・ダルトワとエイミー・ブラウン

### オーストリア
- ヨハン・バプティスト・フォン・エスターライヒとアンナ・プロッフル
- フランツ・フェルディナント大公とゾフィー・ホテク

### ロシア
- エカチェリーナ2世とグリゴリー・ポチョムキン

## 日本
日本では古来より一夫多妻制であったため、正妻以外の妻は必ずしも家柄を重視されるとは限らなかった。そのため、貴賤結婚の例は多い。むしろ「貴賎結婚」という概念自体がなかったと言えよう。正妻の身分は重視されたが、跡継ぎを正妻が産む必要はなかったため、跡継ぎの生母が身分の低い側室・女官・女中などであった例も多い。たとえば、桓武天皇の生母高野新笠は、帰化人の系譜出身の身分の低い女官であった。また、光格天皇の生母大江磐代は、父は鳥取藩の武士階級（ただし陪臣の上、のちに武士身分を捨てて医師となる）だった岩室宗賢であり、母は鉄問屋の娘（町人、かつ岩室とは内縁関係）であった。ただし、両天皇の父である白壁王と閑院宮典仁親王は共に天皇の孫世代で嫡流から外れ、皇位継承が想定されていなかったことに留意する必要がある（白壁王が光仁天皇として即位するのは、桓武天皇が34歳の時）。
この傾向は、武士身分でもおおむね同じであった。江戸時代には、将軍の正室たる御台所は、（1）摂家の姫（養女を含む）（2）世襲親王家の姫（3）皇女から迎える慣例となっていたが、側室の出身身分は必ずしも問われるわけではなく、出生時の身分の低い女性が次期将軍の生母となることもあった。例えば、江戸幕府第6代将軍徳川家宣の母は、諸説あるが一説によれば伏見屋五郎兵衛なる魚屋の娘とされる長昌院である。これらの場合、一旦直参旗本などの武家身分の家の形式上の養女となってのち大奥に出仕するのが通例であり、のちに将軍に見初められるというケースが多い。
日本において明確に貴賤結婚を禁じた例としては、明治時代から第二次世界大戦終戦直後まで施行された旧皇室典範が代表的である。旧皇室典範では、天皇及び皇族と婚姻できるのは、皇族または勅旨により特に認許された華族に限られた（旧典範39条、皇室親族令7条）。後に、皇族女子の婚姻相手の範囲は王族または公族まで広げられた。
天皇または皇族男子と婚姻した皇族以外の女子は、皇族となった（旧典範30条）。皇族以外の者と婚姻した皇族女子は、皇族でなくなった（臣籍降嫁、旧典範44条）。ただし特旨により、なお内親王・女王の称を有するとする余地が残された（同条但書）。
天皇の子（皇子）であって嫡出でない者は「皇庶子」とされた（皇室親族令41条）。皇庶子も男は親王、女は内親王となり、皇族となった（旧典範31条、30条）。皇族男子の子であって嫡出でない者は「庶子」とされた（皇室親族令46条）。庶子も、男は親王または王、女は内親王または女王となり、皇族となった（旧典範31条、30条）。嫡出の子には劣後するものの、皇庶子・庶子も皇位継承権を有した（旧典範4条、8条）。
1947年（昭和22年）に施行された現行の皇室典範では、皇族の婚姻相手に関する規制はなくなった。よって明仁親王は正田美智子と、その皇子・皇女である徳仁親王は小和田雅子と、文仁親王は川嶋紀子と、いずれも旧皇族・旧華族の家系出身ではない人物と婚姻している。一方、庶子による皇位継承は認められなくなった。